# مانفرد اشنایدر
مانفرد اشنایدر (آلمانی: Manfred Schneider; ۹ اکتبر ۱۹۴۱) قایقران روئینگ اهل آلمان شرقی بود.
وی در مسابقات کشوری و بین‌المللی در مجموع برندهٔ ۱ مدال نقره، ۱ مدال برنز شده‌است.